# Généalogies d'un crime
Pour plus de détails, voir Fiche technique et Distribution.
Généalogies d'un crime est un film français réalisé par Raoul Ruiz, sorti en 1997, inspiré de l'affaire Hermine Hellmuth Von Hug.

## Synopsis
Alors qu'elle vient de perdre son fils, Solange, une avocate à la réputation de perdante de tous ses procès, accepte de défendre René, un jeune homme accusé d'avoir tué sa tante Jeanne. Cependant ce dernier déclare ne se souvenir de rien et prétend que ce sont les membres de la Société psychanalytique franco-belge qui ont commis le meurtre. Georges Didier, agissant pour le compte de cette dernière, est chargé de la dissuader d'accepter l'affaire et se montre de plus en plus pressant. Solange va s'immerger dans le cas et l'enfance de René, finissant par s'identifier à la victime.

## Fiche technique
- Titre : Généalogies d'un crime
- Autres titres : Genealogias de um crime (Portugal, Brésil)
- Réalisation : Raoul Ruiz (assisté de Stéphane Riga)
- Scénario : Raoul Ruiz, Pascal Bonitzer
- Directeur de la photographie : Stefan Ivanov
- Montage : Valeria Sarmiento
- Son : Henri Maïkoff
- Costumes : Elisabeth Tavernier
- Décors : Luc Chalon et Solange Zeïtoun
- Musique : Jorge Arriagada
- Producteur : Paulo Branco
- Sociétés de production : Gémini Films, Madragoa Filmes, Studiocanal
- Société de distribution : Alfama Films
- Durée: 109 minutes
- Pays :  France et  Portugal
- Sorties : 
  - France, 26 mars 1997
  - Portugal, 23 mai 1997

## Distribution
- Catherine Deneuve : Solange Rivière / Jeanne Higgins
- Melvil Poupaud : René
- Michel Piccoli : Georges Didier
- Andrzej Seweryn  : Christian Corail/Laplace
- Monique Mélinand : Louise
- Bernadette Lafont : Esther
- Hubert Saint-Macary : Verret
- Jean-Yves Gautier : Mathieu
- Mathieu Amalric : Yves
- Patrick Modiano : Bob
- Jean Badin : l'avocat
- Brigitte Sy : Jeanne
- Pascal Bonitzer : le directeur d'école
- James Thierrée : un jeune comédien américain
- Lisa Swanson : la comédienne américaine
- Michael Collins : le comédien américain
- Jean-François Lapalus : le médecin de la morgue
- Lemmy Constantine : le médecin de René
- Oum' Dierryla : l'assistante de Georges
- Camila Mora-Scheihing : Soledad
- Katie Haigh : la fille de Verret
- Laurence Clément : la secrétaire Aline
- Jacques Pieiller : le garçon de café

## Distinctions
- 1997 : Ours d'argent au festival international du film de Berlin